# 今拓哉
今 拓哉（こん たくや、1968年11月12日 - ）は、日本の男性ミュージカル俳優。ロックリバー所属。千葉県出身。東京理科大学中退。血液型はO型。元妻は歌手の岩崎宏美。

## 略歴
大学在学中にオーディションに合格し、1988年に劇団四季研究所へ入所。『ブレイキング・ザ・コード』で初舞台を踏む。1997年に退団。
1998年『レ・ミゼラブル』のアンサンブルを経て、アンジョルラス、ジャベールとプリンシパルに昇格。東宝ミュージカルを中心に活躍する。
1998年に『レ・ミゼラブル』で共演したことが縁となり岩崎宏美と出会う。2001年末から岩崎と同居を始め、7年間の事実婚期間を経て、岩崎が50歳、今が40歳という節目の年を迎え、2009年に婚姻届を提出して岩崎と結婚。2023年4月に離婚が成立した。
2017年のLive Musical『SHOW BY ROCK!!』に出演して以降、2.5次元の舞台へも活動の場を広げている。
2021年、長唄三味線の名取になる。名取名は杵屋禄哉。

## 人物
- 元は文章を書く仕事をしたかったが、「理系の論理的な発想を備えた文章が書けたら面白い」との言葉を受け理転し、大学へ進学[12]。実験とレポート尽くしの日々の中、「気晴らしと思い出作りのため」「お芝居を見るのが好きだったこと」「ジロドゥ作品に憧れがあったこと」などの理由で、役者のオーディションを受け劇団四季に合格[12]。
- 高校生時代に初めて見たお芝居はジロドゥの『トロイ戦争は起こらないだろう』[12]。その時にエクトール役で出演していた日下武史からは劇団四季入団後、いろいろなことを教えてもらったと語っている[12]。
- 唎酒師として酒蔵にお手伝いに行くことがある[13]。

## 主な出演作

### 舞台

#### 劇団四季
- ハムレット - フォーティンブラス 役
- エクウス - ナジェット 役
- キャッツ - マンカストラップ 役
- 日曜はダメよ - トニオ 役
- ミュージカル李香蘭 - 王玉林 役
- コーラスライン - ダン 役

#### 劇団四季以外
- レ・ミゼラブル - フイイ、モンパルナス、アンジョルラス、ジャベール 役
- カンパニー - ハリー 役
- ザ・ゲストショー - 月島昇 役
- フェーム - ニック 役
- エリザベート - エルマー 役
- 太平洋序曲 - 水兵 役
- SHOCK - タク 役
- パナマ・ハッティー - スカット 役
- ジャック・ブレルは今日もパリに生きて歌っている
- そして誰もいなくなった - マーストン 役
- 風を結んで（2005年） - 橘右近 役
- ひめゆり - 滝軍曹 役
- 椅子の上の猫 - 愛 役
- 十二夜 - セバスチャン 役
- AKURO 〈悪路〉（2006年10月） - 坂上田村麻呂 役[14]
- Mr.PINSTRIPE ミスターピンストライプ（2006年11月）[15]
- ブルックリン・ボーイ - タイラー 役
- マリー・アントワネット - アクセル・フェルセン 役
- テイクフライト（2007年） - 設計士ドナルド・ホール 他 役
- モリー先生との火曜日 - ミッチ 役
- ミュージカル SE・M・PO 〜日本のシンドラー 杉原千畝物語〜（2008年5月） - トニー/ノエル 役
- Calli 〜炎の女カルメン〜（2008年5月 - 6月） - ジャン・ピエール・メリメ 役
- 届かなかった手紙 -ADDRESS UNKNOWN-（2009年1月） - 主演：マックス 役[16]
- 天翔る風に - 溜水石右衛門 役
- 三銃士 - ルイ13世 役
- テキサスブロンコをぶっ飛ばせ - 綾小路光彦 役
- ウィンザーの陽気な女房たち - フランク・フォード 役
- 天璋院篤姫（2010年） - 徳川家定  役[17]
- 雪やこんこん（2012年） - 秋月信夫 役[18]
- 冒険者たち〜The Gamba 9〜（2013年6月） - ノロイ 役[19]
- ちぬの誓い（2014年） - 陰陽師 役[20]
- リズミックタウン 2014[21]
- 貴婦人の訪問（2015年） - ゲルハルト 役[22]

2016年
- KOHKI OKADA presents I Love Musical（2月）
- エドウィン・ドルードの謎（4月 - 5月） - ジャスパー 役
- 三銃士（2016年） - アトス 役
- 貴婦人の訪問 ～THE VISIT～（11月 - 12月） - ゲルハルト 役

2017年
- ハムレット（4月 - 5月）
- エール！（9月）
- SHOW BY ROCK!!－深淵のCrossAmbivalence－（10月） - 有栖川メイプル 役
- HEADS UP!（12月 - 2018年3月）

2018年
- うつろのまこと  - 近松浄瑠璃久遠道行（6月）
- ひめゆり（7月） - 滝軍曹 役
- SHOW BY ROCK!! ―狂騒の BloodyLabyrinth―（8月 - 9月） - 有栖川メイプル 役
- レベッカ（12月 - 2019年2月） - ジュリアン大佐 役

2019年
- 細雪（5月）
- 怪人と探偵（9月 - 10月） - 北小路 役
- 天使にラブ・ソングを～シスター・アクト～（11月 - 2020年2月） - カーティス 役

2020年
- SHOW-ISMS（7月 - 8月）
- ローマの休日（10月 - 2021年1月） - プロヴノ将軍

2021年
- 更地 SELECT SAKURA V（2月）
- 魔法使いの約束 第1章（5月） - ヴィンセント 役
- 更地16（7月 - 8月）
- 魔法使いの約束 第2章（11月） - ヴィンセント 役

2022年
- BLUE RAIN（1月） - ジョン 役
- 魔法使いの約束 第3章（4月 - 5月） - ヴィンセント 役
- 更地17（7月）
- ファンタスティックス（10月 - 11月） - ベロミー（ルイーザの父） 役

2023年
- チェーザレ 破壊の創造者（1月 - 2月） - ロレンツォ・デ・メディチ 役
- 吸血鬼すぐ死ぬ（6月） - ドラウス 役
- 天翔ける風に（9月 - 10月） - 都司之介 役

2024年
- 星の王子さま Le Petit Prince 〜きみとぼく〜（3月16日） - 飛行士 役
- 王様と私（4月 - 5月） - オルトン船長 役
- 魔法使いの約束 オーケストラ音楽祭～main story～（6月） - ヴィンセント 役

2025年
- ケイン&アベル（1月 - 3月） - ヘンリー・オズボーン 役
- 原点再起（3月） - 父 役
- 邯鄲（5月）
- カリスマ de ステージ〜帰ろう！カリスマハウス〜（8月 - 9月〈予定〉） - 中神総右衛門 役

### コンサート
- クリエ・ミュージカル・コレクションIII（2017年2月 - 3月）[56]
- I Love Musical 2021（2021年12月）[57]
- musical ＆ talk collection（2022年9月）[58]
- Japan Musical Festival 2022 Winter Season（2022年12月28日）[59]
- 九劇ミュージカル・コンサート Vol.2（2023年4月8日・9日）[60]
- Yuichiro & Friends -Singing! Talking! Not Dancing!-（2024年1月 - 2月）[61]
- Yuichiro & Friends 2（2025年11月 - 12月〈予定〉）[62][63]

### ネット配信
- 7月7日の7度目の正直（2020年、YouTube） - 天帝（織姫の父）  役[64][65]

### 映画
- 刺青 匂ひ月のごとく（2009年）[66]
- ママ、ごはんまだ?（2017年）[67]
- 銀魂2 掟は破るためにこそある（2018年）[68]

### テレビドラマ
- 晴れ着、ここ一番（2000年3月 - 6月、NHK総合）
- 篤姫 第43・45回（2008年、NHK総合） - 土佐藩主・山内容堂 役[69][70]
- シングルマザーズ 第1話（2012年10月 - 12月、NHK総合）[71]
- 勇者ヨシヒコと導かれし七人 第7話（2016年11月18日、テレビ東京） - マロエル司教 役[72][73]

### ラジオ
- NHK-FM ラジオドラマ『モリー先生との火曜日』
- TOKYO-FM・広島FM『DreamTheater』

### 吹き替え
- 天使と悪魔 - クラウディオ・ヴィンチェンジー 役

## CD
- エリザベート
  - 東宝公演ライヴ盤 内野聖陽版（2001年）
  - 東宝公演ライヴ盤 山口祐一郎版（2001年）
  - 東宝公演2004年ハイライト・ライブ録音盤（トート：山口祐一郎version）
- レ・ミゼラブル
  - 2003年公演キャスト盤（バルジャン：山口祐一郎version）
- テイクフライト』オリジナル・キャスト・ライヴ・レコーディング

## DVD
- SHOCK
- 甲野善紀身体操作術
- ミュージカル SE・M・PO 〜日本のシンドラー 杉原千畝物語〜
- 刺青 匂ひ月のごとく